# سيباستيان باري (لاعب كرة قدم أمريكية)
سيباستيان باري (بالإنجليزية: Sebastian Barrie)‏ هو لاعب كرة قدم أمريكية أمريكي، ولد في 26 مايو 1970.